# John Sterman
John Sterman az MIT Sloan Menedzsment Iskolájának vezetője, Forrester-tanítvány, az MIT Rendszerdinamika Csoportjának igazgatója.
John Sterman a rendszerdinamika szaktudósa, aki az összetett döntések megközelítésének módjait és a szervezetek működésgátló dinamikáját tanulmányozza. Kutatásai kiterjednek a rendszerben gondolkozásra, a szervezeti tanulásra, a vállalati stratégia számítógépes szimulációjára és a nemlineáris dinamika elméletére. Számos, a mai szervezetek kihívásait és lehetőségeit leíró tudományos- és népszerű cikkek és a Tanuló Szervezet Modellezése valamint az Üzletdinamika című könyvek mellett munkáját vállalati-, pénzügyi- és kormányzati vezetés közönsége előtt mutatja be. Kutatásai középpontjában az összetett rendszerekben történő vezetési döntéshozatal folyamatának javítása áll. A vállalati és gazdasági rendszerek management flight simulatorainak fejlesztésében úttörő szerepet vállalt, és azokat ma már világszerte használják vállalatvezetésben és egyetemi oktatásban egyaránt. Mostanában az amerikai Nemzeti Tudomány Alapítvány és számos vezető vállalat közötti együttműködés keretében tanulmányozza a szervezeti változások- és folyamatjavítási programok dinamikáját, hogy a cégeket hosszú távon fenntartható javítási programok megtervezésében és alkalmazásában segítsen.